# Indiscrétions
Pour les articles homonymes, voir Philadelphia.
Pour plus de détails, voir Fiche technique et Distribution.
Indiscrétions (The Philadelphia Story) est un film américain réalisé par George Cukor, sorti en 1940.

## Synopsis

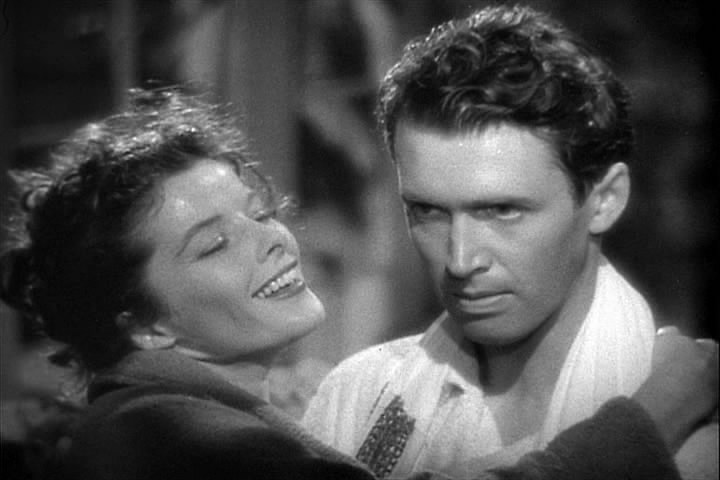
Katharine Hepburn et James Stewart

Fille de la haute société de Philadelphie et de fort tempérament, Tracy Lord a gardé peu de temps son premier mari, le play boy C.K. Dexter Haven. Deux ans plus tard, elle est sur le point de se remarier avec un homme d'affaires en vue, ce qui intéresse au plus haut point le magazine Spy, à qui Dexter promet les entrées nécessaires à ses deux reporters, le journaliste Macaulay Connor et la photographe Liz Imbrie.

## Fiche technique
- Titre : Indiscrétions
- Titre original : The Philadelphia Story
- Réalisation : George Cukor
- Scénario : Donald Ogden Stewart et Waldo Salt (non crédité), d'après la pièce The Philadelphia Story de Philip Barry
- Assistant réalisateur : Edward Woehler
- Musique : Franz Waxman
- Direction artistique : Cedric Gibbons
- Décors : Edwin B. Willis
- Costumes : Adrian
- Photographie : Joseph Ruttenberg
- Son : Douglas Shearer (supervision) / Système d'enregistrement : Western Electric
- Montage : Frank Sullivan
- Chef coiffeur : Sydney Guilaroff
- Production : Joseph L. Mankiewicz
- Société de production : Loew's et Metro-Goldwyn-Mayer
- Société de distribution :  Metro-Goldwyn-Mayer
- Pays de production :  États-Unis
- Langue originale : anglais
- Dates et lieux de tournage : de juillet au 14 août 1940 aux studios MGM de Culver City
- Format : Noir et blanc - 1,37:1 - Mono - 35 mm
- Genre : Comédie romantique, comédie loufoque
- Durée : 112 minutes
- Dates de sortie :
  - États-Unis : 26 décembre 1940
  - Royaume-Uni : 2 juin 1941
  - France : 2 avril 1947
- Affiche : Bernard Lancy (Japon)

## Distribution
- Cary Grant : C. K. Dexter Haven
- Katharine Hepburn : Tracy Samantha Lord
- James Stewart : Macaulay « Mike » Connor
- Ruth Hussey : Elizabeth « Liz » Imbrie
- John Howard : George Kittredge
- Roland Young : William « Oncle Willie » Q. Tracy
- John Halliday : Seth Lord
- Mary Nash : Margaret Lord
- Virginia Weidler : Dinah Lord
- Henry Daniell : Sidney Kidd
- Lionel Pape : Edward
- Rex Evans : Thomas
- Hillary Brooke : une jeune femme de la haute société (non créditée)
- Claude King : le majordome d'Oncle Willie (non crédité)
- Helene Whitney : une jeune femme de la haute société (non créditée)
- Russ Clark : John, le chauffeur (non crédité)
- David Clyde (acteur)David Clyde : un homme (non crédité)
- King Baggot : un invité au mariage (non crédité)
- Veda Buckland : Elsiee (non créditée)
- Lita Chevret : la manucure  (non créditée)
- Lee Phelps : le barman (non crédité)

## Galerie

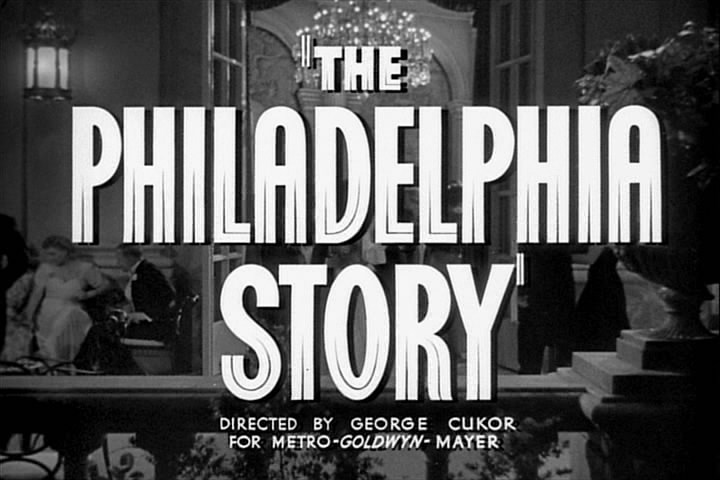
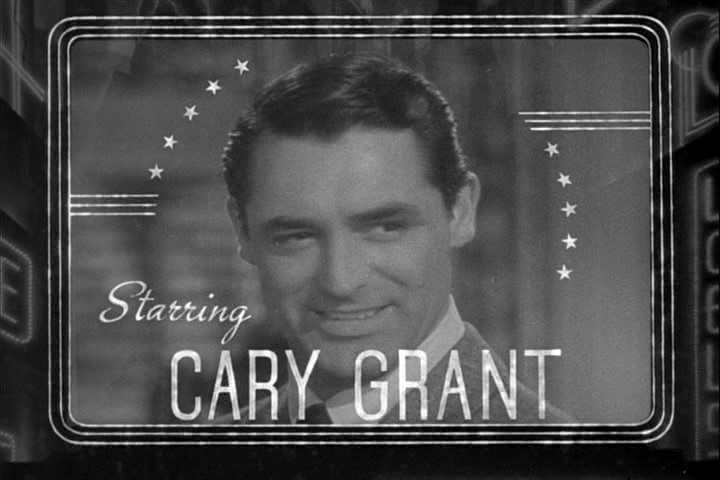
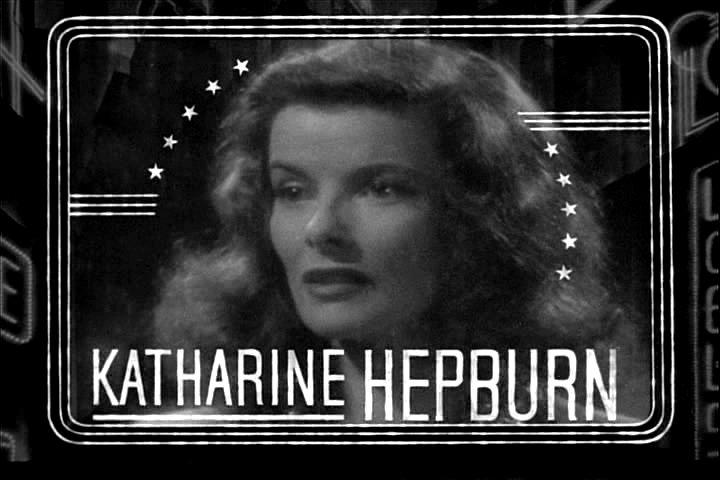
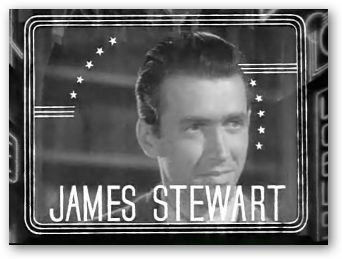
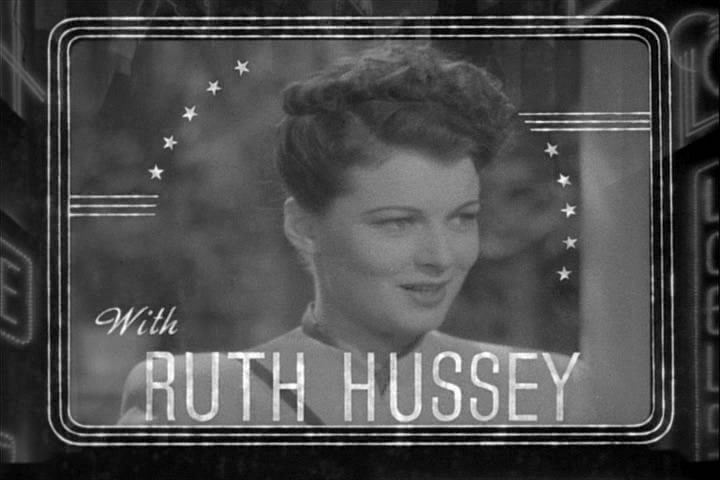
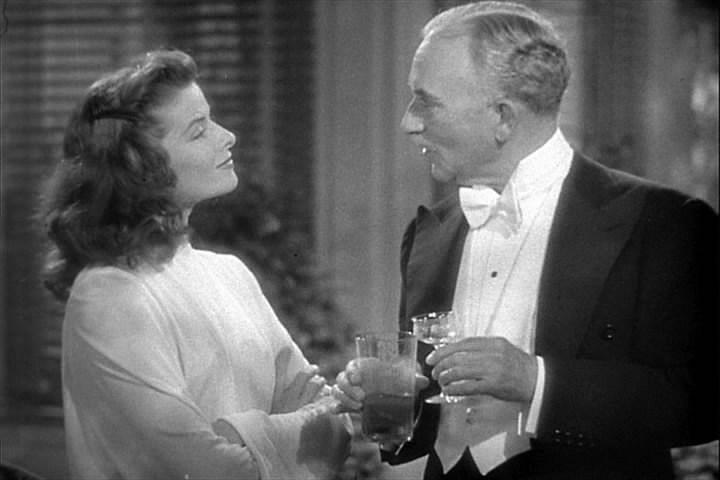
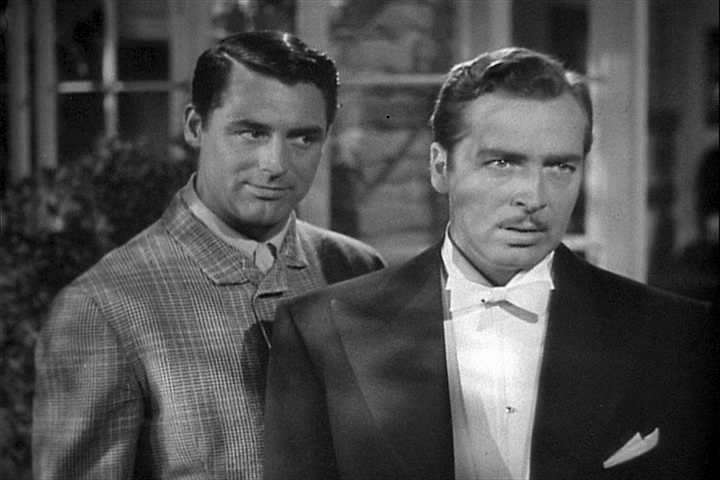
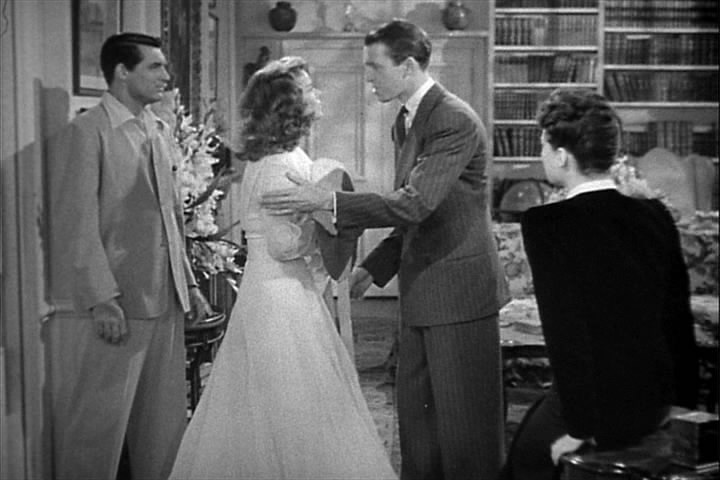
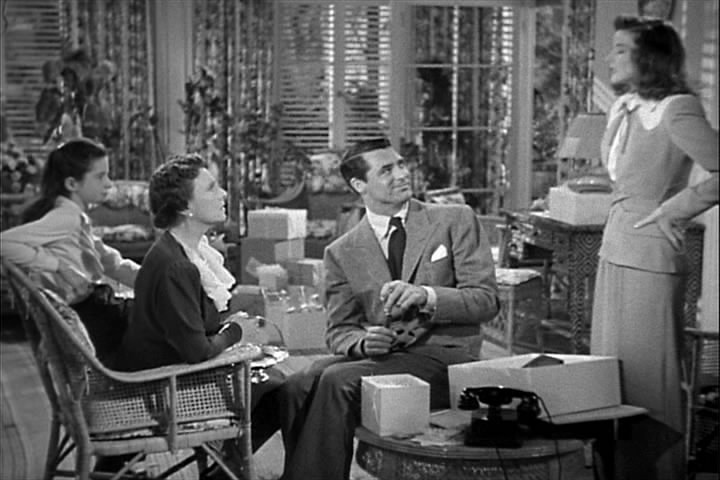
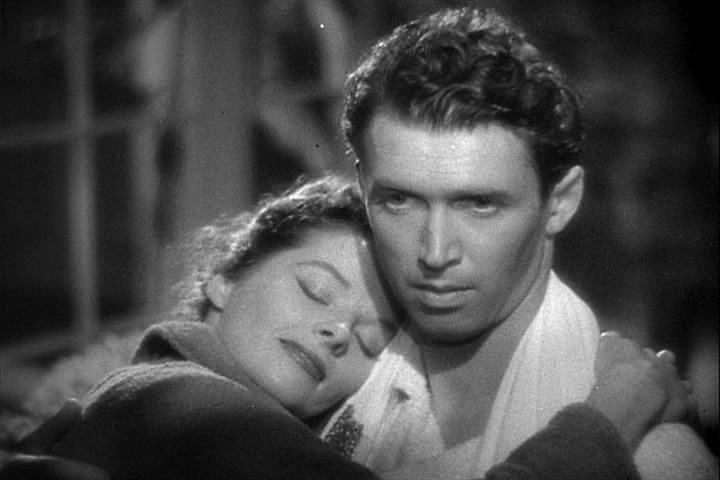
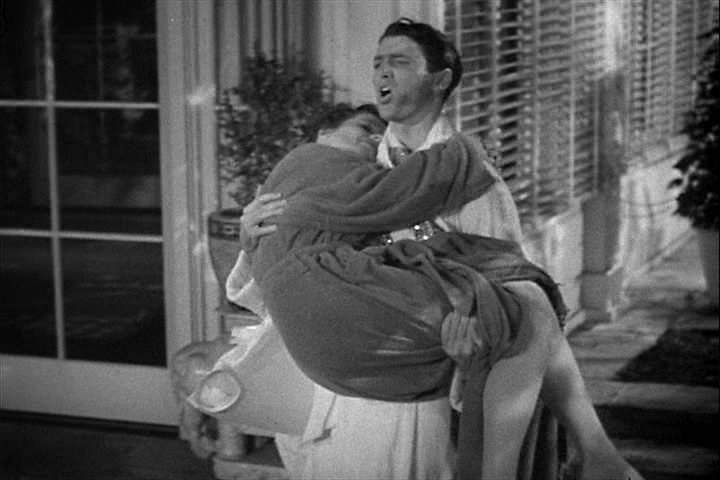
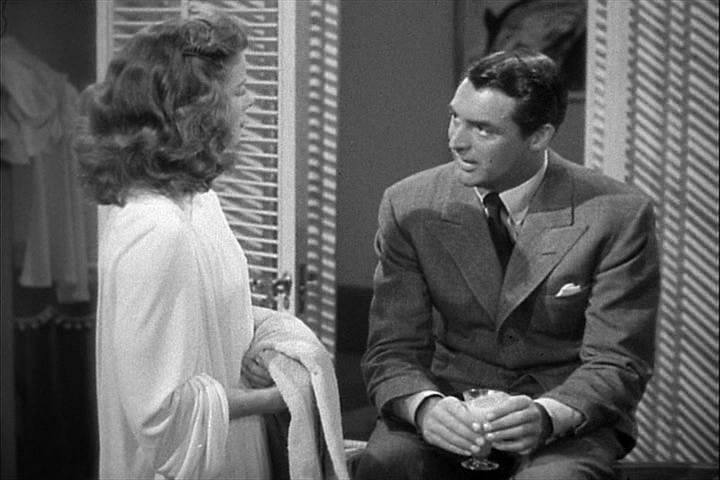

## Production

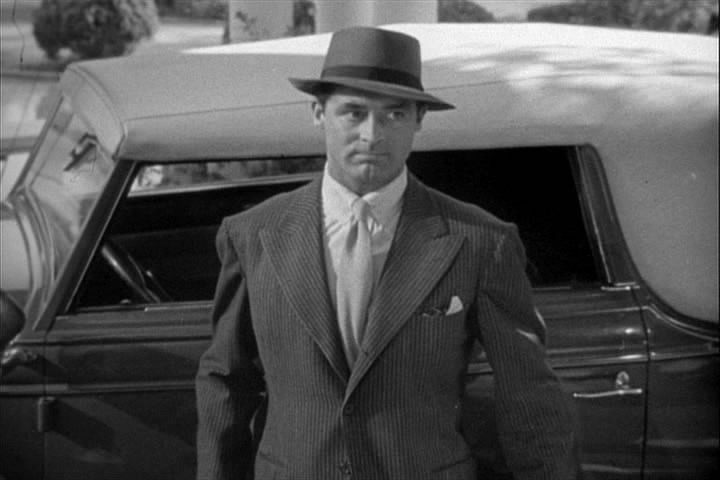
Cary Grant

## Distinctions
Oscars remportés :
- Oscar du meilleur scénario adapté,
- Oscar du meilleur acteur pour James Stewart.

Nominations : 
- Oscar du meilleur film,
- Oscar du meilleur réalisateur,
- Oscar de la meilleure actrice pour Katharine Hepburn,
- Oscar de la meilleure actrice dans un second rôle pour Ruth Hussey.

## Suites et remake
Le film a connu un remake en 1956 sous la forme d'une comédie musicale : Haute Société (High Society) de Charles Walters, avec Bing Crosby, Grace Kelly, et Frank Sinatra dans les trois premiers rôles respectifs.

## Postérité
Ce film demeure, plus de 70 ans après sa réalisation, l'exemple-type de la réussite en matière de comédie américaine et le produit le plus abouti de la comédie de remariage qui connut un immense succès aux États-Unis dans les années 1930 et 1940, notamment grâce à sa pensée perfectionniste. Indiscrétions combine avec science les éclats des dialogues, l'excellence de l'interprétation et l'élégance de la mise en scène.
Le film fait partie des sept comédies considérées par le philosophe Stanley Cavell comme emblématiques du genre de la comédie de remariage.